# Đảng Cộng sản Việt Nam (báo)
Đảng Cộng sản Việt Nam là một tờ báo điện tử trực thuộc cơ quan Trung ương Đảng Cộng sản Việt Nam. Tờ báo đã chính thức ngừng hoạt động từ ngày 1 tháng 1 năm 2025.

## Lịch sử
Báo điện tử Đảng Cộng sản Việt Nam được thành lập vào ngày 31 tháng 1 năm 2000. Năm 2005, Bộ Văn hóa, Thể thao và Du lịch cấp Giấy phép hoạt động báo điện tử, thay tên "Website Đảng Cộng sản Việt Nam" bằng tên gọi chính thức: "Báo điện tử Đảng Cộng sản Việt Nam" với tên miền dangcongsan.vn.
Ngày 13 tháng 2 năm 2020 tại Hà Nội, Báo điện tử Đảng Cộng sản Việt Nam tổ chức Lễ kỷ niệm 20 năm ngày thành lập báo (30/1/2000 – 30/1/2020) và nhận Huân chương Lao động hạng Nhì.
Vào ngày 1 tháng 1 năm 2025, Báo điện tử Đảng Cộng sản Việt Nam đã chuyển về Báo Nhân Dân.

## Giới thiệu
Báo điện tử Đảng Cộng sản Việt Nam là cơ quan báo chí truyền thông đa phương tiện, hệ thống tư liệu, văn kiện điện tử của Trung ương Đảng Cộng sản Việt Nam; là trung tâm khai thác và tích hợp thông tin từ trang thông tin điện tử của các Ban Đảng Trung ương, Văn phòng Trung ương các tỉnh ủy, thành ủy, đảng ủy thực thuộc trong cả nước.
Báo hoạt động dưới sự chỉ đạo, định hướng và quản lý trực tiếp của Ban Tuyên giáo Trung ương.